# ケーブルテレビ

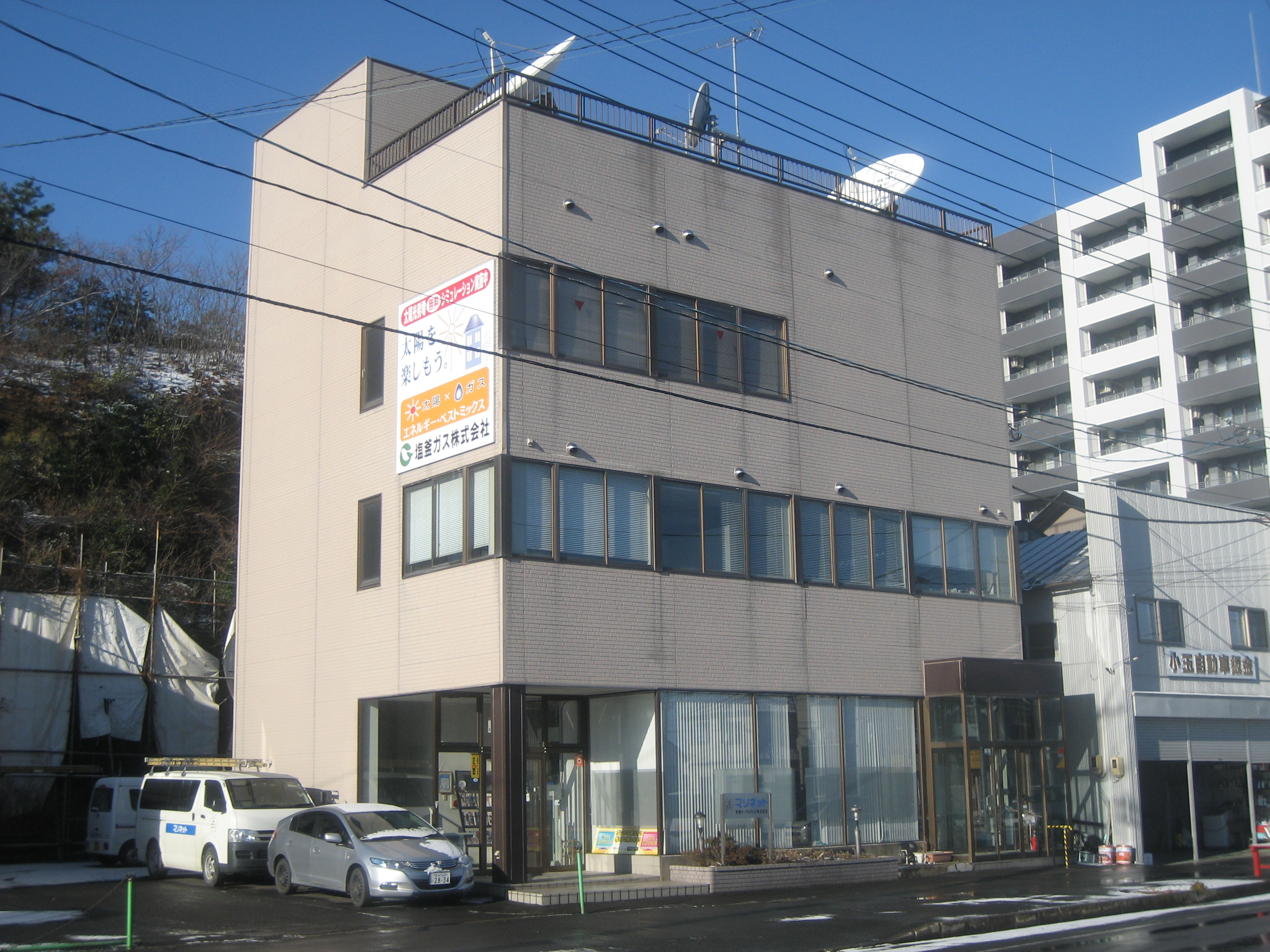
パラボラアンテナなどのケーブルテレビ（有線テレビジョン放送）の再放送（再送信）設備（受信点）がある場合の本社の社屋（宮城ケーブルテレビ）

ケーブルテレビ（英語: Cable television）とは、ケーブルを用いて行う有線放送のうち、有線ラジオ放送もしくは旧来の有線放送電話以外のものである。広義には、これを中心としてインターネット接続や電話（固定電話）なども含む複合的なサービスを指す。
同軸ケーブルや光ケーブルなどを用い、テレビジョン放送やインターネット接続、電話（加入電話・スマートフォンなどの携帯電話）、タブレットPC配給などのサービスを提供している。ケーブルテレビ信号の配信元や会社そのものが、無線による放送・配信の「放送局」と同様の意味で「ケーブルテレビ局」と呼ばれる。

## CATV
CATVとは Common Antenna TeleVision および Community Antenna TeleVision （共同受信）の略であり、TV放送波を受信して多数のTVセットへ配信するためのアンテナ、増幅装置、配線類の一式を指す。日本では共同住宅でのTVアンテナ設備からはじまり、山間部や空港・鉄道・送電線・ゴルフ練習場・軍隊基地・大型ビル等による電波障害対策を含む難視聴地域での採用など広範に使用されている。有料でのケーブルテレビ・サービス事業のための配線も似た構成を採るため、ケーブルテレビの広がりとともに両者の用語が混用されており、2008年現在では同じものを指している場合もある。
共同住宅の所有者側からは、アンテナを省いたCATV設備のみを建物に用意すればケーブルテレビ会社のケーブルによって屋上にアンテナを備えたのと同じ無料放送を各戸に配信でき、またケーブルテレビ会社からは各戸にCATV設備を用意しなくても共同住宅に1本のケーブル配線を引き込むだけで建物内の何割かは有料契約が得られると期待できる。入居者にとっても個別の配線工事が省けるので利点があるなどの理由により、多くの共同住宅でケーブルテレビが利用されている。
なお、日本では1970年代、テレビ共同受信システムの略称をCAT（キャット）あるいはCAT-V（キャットブイ）と称したテレビコマーシャルが存在した。

## CATVに適用される各国の法律

### 日本
CATVは、放送法第2条第3号に定義する一般放送の一形態で放送法施行規則第2条第4号に定義する有線一般放送のうち、同規則第2条第5号に定義する有線テレビジョン放送である。
同規則第133条第1項第1号に規定する施設規模以上は登録を要するが、これ未満は届出で済む。
かつては、有線テレビジョン放送法や電気通信役務利用放送法が存在していたが、2011年（平成23年）6月30日に放送法へ統合され廃止された。
これにより有線役務利用放送も有線テレビジョン放送に統合された。
また、放送法に規定する有線一般放送施設を利用するインターネット接続は電気通信事業に当たるので、これを行うCATV事業者は電気通信事業法に基づいて登録を受ける必要がある。また公衆回線と接続する工事には電気通信設備工事担任者の資格が必要となる。

## 主なサービス

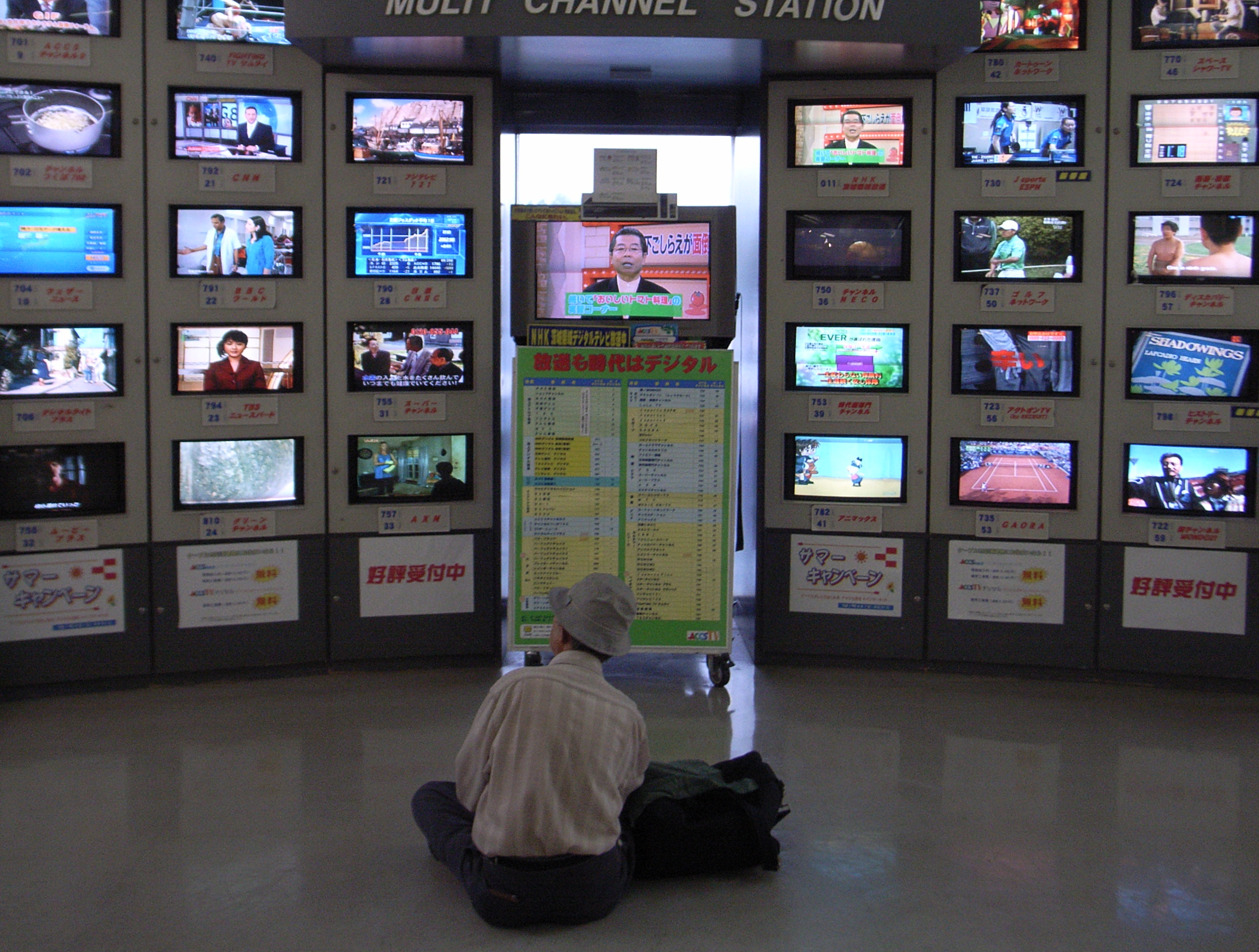
ケーブルテレビでは、多数の放送チャンネルを有線放送している。（2007年、日本・茨城県つくば市のケーブルテレビ局・研究学園都市コミュニティケーブルサービス）

### ケーブルテレビ
地上波テレビ放送・BSテレビ放送・CSテレビ放送を再送信するほかに、自主制作したテレビ番組を個別チャンネルに載せて放送しているケーブルテレビ会社もあり、異なるケーブルテレビ会社同士で番組のやり取りも行なわれている（後述に詳しく記載）。
なお、中継局が整備されていない関係で直接受信が不可能な地域が一部含まれている民放局においては、本来の放送地域で受信できるようにする補完目的での再配信が行われている。
CS放送については、再送信ではなく自主放送として送信する場合もある。またCS放送のチャンネルは、パススルー方式で送信している場合を除き、スカパー!（旧スカパー!e2）・スカパー!プレミアムサービス（旧スカパー!）で実際に放送されているチャンネルとは異なるチャンネル番号を使うことが多い（ケイ・キャットなど、スカパー!プレミアムサービスのチャンネルに準拠した局もある）。なお、2011年10月から急増しているBS放送のうち、スカパー!でCSからBSに放送チャンネルが変更された番組を再配信する場合、放送局により、利用する衛星の都合上、BSのチャンネルでそのまま放送されているものと、CS再配信によるものとに分類される（スカパー!でBS放送をしているチャンネルでも一部を除き、スカパー!プレミアムサービスによるCS配信をしているチャンネルもあるため）。
ラジオ放送を再送信しているケーブルテレビ局も多い。超短波放送 (FM) のみの場合が多いが、中波放送 (AM) の周波数を超短波に変換して（一部の放送局はFM補完中継局の周波数に切り替えて再送信している。）送信しているケーブルテレビもある。ケーブルをチューナー（FMチューナー）に接続するだけで聴くことができる。後述するコミュニティチャンネルのデータ放送や副音声を利用してラジオ放送の再送信をしている所もあり、その場合はテレビを使ってラジオ放送を聴取することになる。
これら以外に、ペイ・パー・ビュー (PPV) やビデオ・オン・デマンド (VOD) を提供するケーブルテレビもある。
なお、パススルー方式以外で伝送している局ではWOWOW、スターチャンネルやスカパー!（BSスカパー!として配信されるものを含む）・スカパー!プレミアムサービスが実施する無料（ノースクランブル）放送がチューナーのシステムの構成上視聴できない場合がある。よって資料により「ケーブルテレビでは無料放送を行わない局があります」という注釈を入れる場合がある。
4K 8Kテレビ放送（いわゆるスーパーハイビジョン）については、一部のケーブルテレビ局の対応局のみで受信できる。なお8Kは光ファイバーを利用したFTTH方式の一部で対応しているが、従来の同軸ケーブルを利用したHFC方式では当面対応していない。但し本来の4K・8K画質を見るにはそれに対応したテレビが必要であるが、4K放送に関しては従来の2K放送のみしか対応していない機種でも、2Kへのダウンコンバートの形にはなるが受信できる機種・局がある（録画も可能だが、市販のブルーレイレコーダーへのLANダビングは不可。また4Kを受信する場合、局によりトランスモジュレーション方式を採用しているところがあり、その局では専用のセットトップボックスの設置も必要）。

#### コミュニティチャンネル（自主放送）
- 前述したとおり、空きチャンネルを利用して、各サービスエリアの地域情報を発信するチャンネルのこと。
- 開始当初は住民の認知度や理解度も低かったが、2000年代以降は広域放送圏内や県域民放テレビ局が少ない山梨県・徳島県・宮崎県などの地域のケーブルテレビを中心に、住民側・ケーブルテレビ会社の両方にとって、主要サービスのひとつとして大きな役割を果たしているところも多い。
- 扱う情報は、地域のきめ細かな話題や地域行政情報（市町村広報番組・議会中継）といった現在の基本的なコンテンツ[5]のほかに、地域によってはスポーツ・イベント中継（夏の高校野球・都道府県予選や地域レベルのスポーツ大会・祭礼等の文化的イベントなど）に力を入れているところも多く、幅広い。
- ケーブルテレビは山岳地帯の難視聴対策などインフラとしての性格が強かったため、地域によっては番組コンテンツが充実していない部分もあった[5]。
- リモコンキーIDはほとんどの都道府県で、地上波局で使用していない「11」「12」[注釈 8]や、使用する地上波局が少ない「9」[注釈 9]「10」[注釈 10]のいずれかに割り当てられた。地域や局によっては複数のチャンネルに割り当てられており（関東広域圏の場合は10と11）、最大2つの自主放送番組を同時にハイビジョン放送することが可能であり、マルチチャンネルであれば標準画質で最大6つの自主放送番組を同時放送できる。
- 今世紀になってからは自局での制作能力を強化するため、独自に中継車を導入したり、制作現場環境を強化・リニューアルするところも多い。
- 2010年以降は日本放送協会 (NHK) との連携を強化している。NHKでは、NHKの番組制作において地元ケーブルテレビ会社の協力を仰いだり、地元ケーブルテレビ会社のアナウンサーらをNHKの番組に出演させたりしているほか、衛星放送において全国のケーブルテレビ会社が制作した番組のコンテストを放送するなどしている。
- 大部分のケーブルテレビにおいて、アナウンサー職は大手放送局のように専門職としては扱われておらず、番組制作（プロデューサーから、ディレクター、カメラといった仕事まで）やニュース取材（記者、カメラマン）などの番組制作に関わる全ての業務の中の一要素として扱われている。このため、アナウンサー職のみを募集しているケーブルテレビは無い。
- 前述にも示したとおり、ケーブルテレビの自主番組制作部門において、大半のケーブルテレビでは社員自らがプロデューサー・ディレクターからカメラマンといった制作技術まで行う事が多いが、J:COMなど財務に比較的余裕があるところでは、プロデューサー・ディレクター以外は（番組出演者も含めて）プロダクションに外部発注しているところも多い。
- なお、放送番組審議会はテレビジョン放送を同時再送信するのみの事業者は対象外であるが、自主放送も併せて行っている事業者に関しては同審議会を設置する義務がある。但し、基幹放送を行っている事業者とは違い、規制が緩やかになっており、総務省などに対して、審議会の設置や開催の報告を求めていない場合もある[6]。
- 対象地域の地上波放送局で放送しない、近隣都道府県の番組を放送するコミュニティチャンネルも登場している。一例として、日本テレビ系列局の無い沖縄県では同県内にて展開している沖縄ケーブルネットワークと宮古テレビにおいて、日本テレビ系列（NNN・NNS）で放送している一部のニュース・情報番組を鹿児島讀賣テレビからのスピルオーバー受信で区域外再放送している。ケーブルテレビのコミュニティチャンネルで在京キー局の報道番組を放送するのは極めて稀なケースである[7][8][9]。
- 日本における自主放送の第1号は、後の岐阜県郡上市八幡町において、郡上八幡共同聴視施設組合が1963年9月2日から組合解散日の1968年6月8日まで運営していた郡上八幡テレビ (GHK-TV) である[10]。

具体的な番組名や内容についてはCategory:コミュニティチャンネルの番組を参照。

### 防災情報サービス
ケーブルテレビサービスによるテレビ・ラジオの同時再送信による緊急警報放送や緊急告知FMラジオのほか、自主放送として緊急地震速報や自治体の防災情報の提供が防災情報専用端末により行われている。

#### CATVブロードキャスト方式
電子情報技術産業協会（JEITA）が中心となって開発し、2005年9月から実証実験を開始した方式で、454MHz帯を用いてFSKによるデータ伝送を行い、それに応じあらかじめ防災情報専用端末に記憶させた想定震度などの防災情報の音声メッセージを発して告知する。放送センター（ヘッドエンド）から端末への音声伝送はできないため、避難所開設など個別具体的な情報は、端末からのケーブルテレビ視聴を呼びかけるメッセージにより視聴者をコミュニティチャンネルに誘導して告知することになる。また、「テレコントロール用特定小電力無線局によりさらに（必要に応じ複数の）子機に伝送し、端末（親機）から離れた部屋でも利用できる。JEITAの実証実験に参加した東京ケーブルネットワーク、シー・ティー・ワイ、大分ケーブルテレコムなどで採用されている。

#### 緊急告知FMラジオ

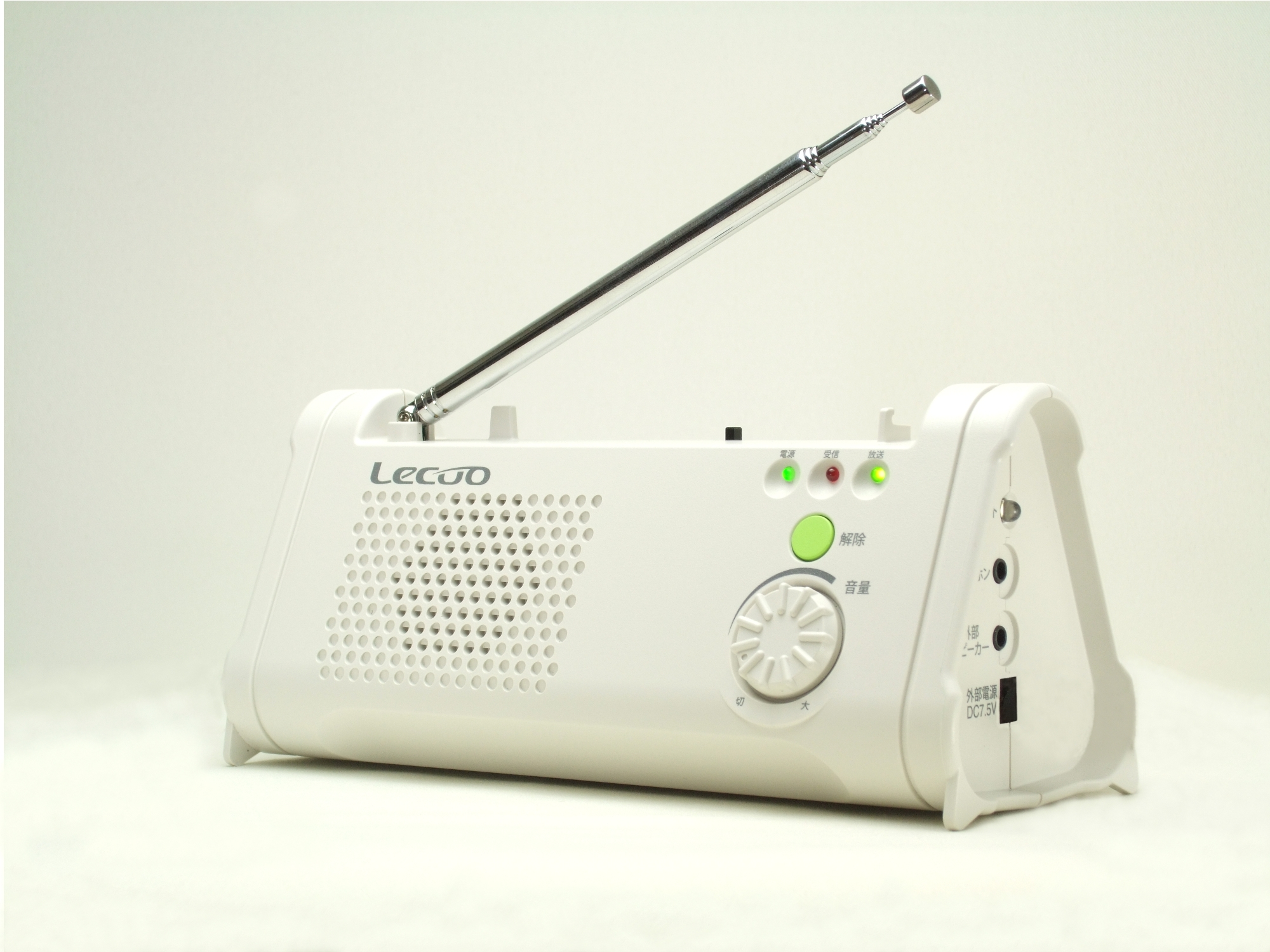
緊急告知FMラジオ受信機DPR-3（CSR製）

2005年、FMくらしきと倉敷ケーブルテレビが共同開発した方式で、FM放送の周波数帯を用い、緊急告知放送の前に所定の始動用DTMF信号を送信して待機状態の受信機を起動させ、音声による防災情報の放送を行う。旧JCNグループ局（JCN緊急地震速報）を中心に採用されている。

#### 端末演算方式
2007年、ジュピターテレコム（J:COM(ジェイコム)）が開発した方式で、FM放送より低い70〜76MHz帯の1波を用いて2値FSKにより19.2kbpsの通信速度でデータ伝送を行い、防災情報専用端末にあらかじめ設定された緯度・経度・地盤情報(揺れやすさ)を基に計算することで、より精度の高い震度・地震到達時間の告知を可能としている。
2008年1月18日に「J:COM緊急地震速報」としてサービスを開始した。J:COMグループ局以外にも、スターキャット・ケーブルネットワーク、キャッチネットワーク、日本ネットワークサービスなどでも採用されている。データ伝送だけでなく放送センターから音声伝送することも可能で、2012年2月15日からは浦安市防災行政無線の内容をJ:COM千葉 浦安局の本サービス利用者に提供している。

### インターネット

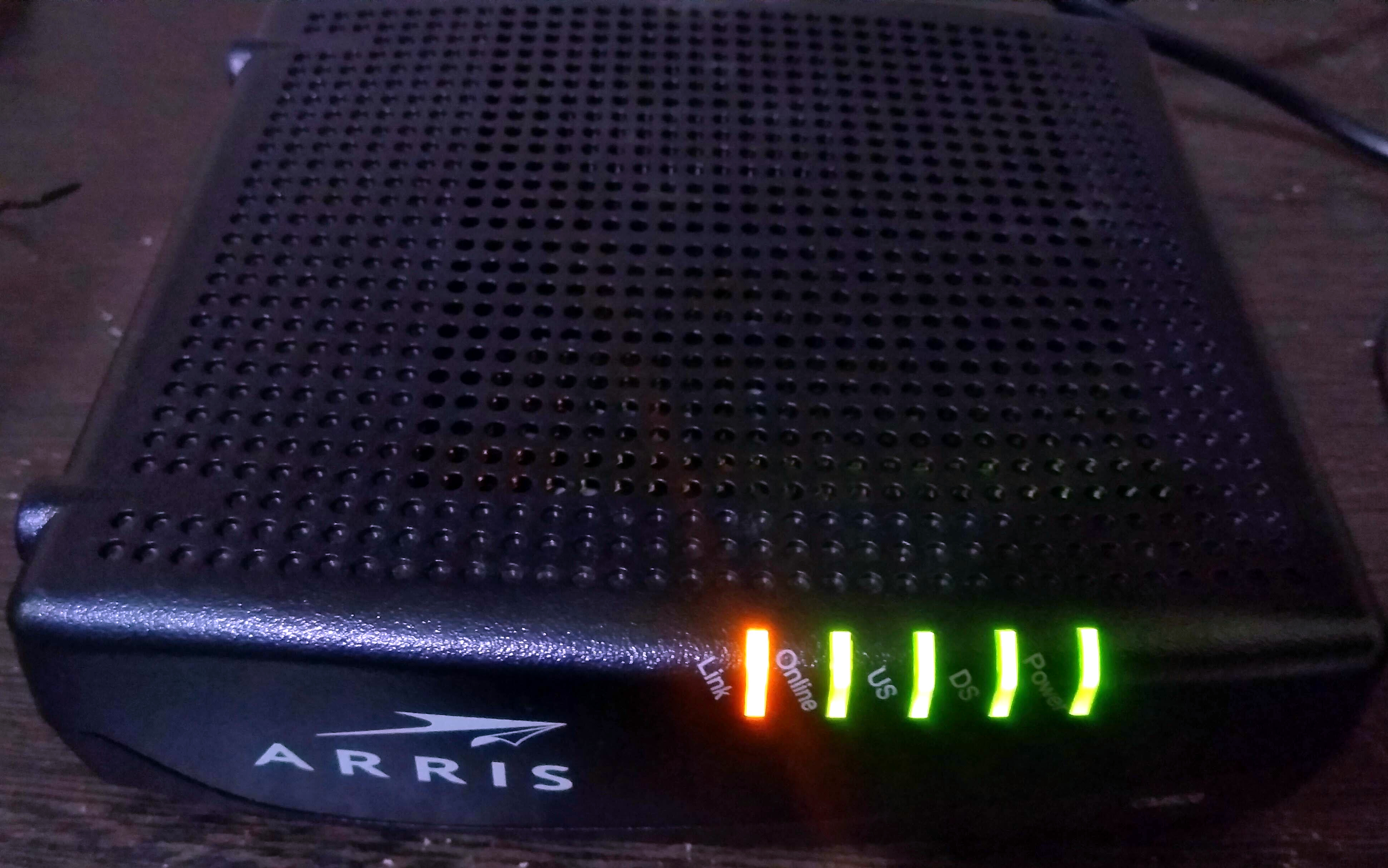
アリス(ARRIS)製ケーブルモデム

Data Over Cable Service Interface Specifications（DOCSIS）に準拠するモデム（ケーブルモデム）を利用したインターネット接続を提供する。速度はCATVによって異なるが、一例としてジュピターテレコム傘下のCATVは、下り最大1Gbpsのサービスを提供している。通信回線にFTTHを導入することで、通信速度の高速化も進みつつある。CATVの場合、インターネットの通信速度には非対称性があり、上り方向の通信速度は格段に落ちる傾向にある。従って、巨大なファイルを外部送信するような用途には不向きであるとされる。しかし、CATVにおいてもHFC，FTTC，FTTH等、ネットワーク構成が多様化しているため、一概には言えなくなってきていることも確かである。

### 電話

#### 加入電話
2016年現在、0AB～J番号IP電話が、ケーブルインターネットサービスとの組み合わせもしくは単独で、新規加入可能である。1997年から2004年頃までに導入されたJ:COMの回線交換方式のJ:COM Phoneは、IP電話方式のJ:COM PHONEプラスに置き換えられる形で2009年1月に原則新規販売を停止し、2017年8月にサービスを停止した。
一部のケーブル会社では、KDDIのケーブルプラス電話、ソフトバンクのケーブルラインとなっている他、関西圏をサービスエリアとするケイ・オプティコム（eo光電話）や近鉄ケーブルネットワーク（Kブロードフォン）などのように自社オリジナルのIP電話サービスが行われているケーブルテレビ局もある。

#### 携帯電話（含・格安スマホ）
多くのケーブルテレビ局では、KDDIのauの割引サービス「auスマートバリュー」とケーブルテレビの利用料金をセットにした特典料金コースを多数展開している。
格安スマホによる新規参入が大幅に緩和されてからは、各ケーブルテレビ局がスマートフォン市場にMVNO事業者として相次いで参入するようになり、ケーブルテレビ最大手であるJ:COMも2015年10月29日から、UQコミュニケーションズを仮想移動体サービス提供者としau 4G LTEを使用する仮想移動体通信事業者としてJ:COM MOBILEを販売開始した。
その多くはNTTドコモから回線を借りている（J:COM MOBILEとmineo（オプテージ）、KCNモバイル（近鉄ケーブルネットワーク）など一部のケーブルテレビ局はKDDIのauも含まれている。ソフトバンクの回線を借りたものはmineoと、Hitスマホ（飛騨高山ケーブルネットワーク）以外は皆無）。
なお、J:COM傘下のCATVは2006年2月から2013年3月まで、ウィルコム（現・ソフトバンク）と提携しPHSサービスを提供していた。
多くのキャリアの場合はSIMロックがかかっていた関係で、契約時にスマホの新機種をセットで購入することが多かったが、ケーブルテレビ局ではSIMフリーの中古スマホなどでも利用できるようにするため、SIMカードのみ販売するコースもある。

## サービス展開の推移の歴史
※以下は主に日本での状況を解説。

### 歴史

#### 初期
日本においては地上波テレビ放送の難視聴地域の解消を目的に誕生した。多くはマンション管理業や限定地域の共同体による運営がメインであった（詳細は共同受信設備の節を参照）。
難視聴対策を目的とする共同受信施設を使った放送は1950年代中盤から一部の地域で行われていた（後述）が、独自の番組編成（コミュニティーチャンネル）を行う本格的なケーブルテレビサービスの嚆矢としては、1963年に開局（1966年廃止）した岐阜県の郡上八幡テレビ（GHK-TV）が第1号だとされている。
1960年代後半から1970年代前半のケーブルテレビ開始当初、郵政省は「このような事業は民間企業ではなく、公益法人が望ましい」として、民間会社によるケーブルテレビ事業を否定し、公益法人による運営を推進。実際に郵政省による行政指導で1970年1月にNHKや在京民放各社、電電公社などによる出捐で財団法人東京ケーブルビジョンが設立されるなどしたが、同年2月に山梨県では見られないフジテレビの区域外再放送を目的とした民間企業「日本ネットワークサービス」が甲府市で設立され、郵政省も届出を受理した。これを契機に全国各地で地元資本によるケーブルテレビ会社が設立されたり、大手私鉄の東急電鉄がケーブルテレビ事業への参入を発表するなどしたため、郵政省が主張するケーブルテレビ公益法人化論は事実上有名無実化した。その後、1972年に国会で有線テレビジョン放送法が成立したことでこの論議は収束した。

#### 多チャンネル化
その後ケーブルテレビの発展にあわせ、専門チャンネルの番組製作が始まり、ケーブルテレビ業者への提供（ビデオテープによる物流配信）が開始された。

1980年代に放送衛星を利用したBSアナログテレビ放送が誕生したことに伴い、ケーブルテレビでもそれらの配信を開始した。1989年には通信衛星を利用したCSアナログ放送（各種専門チャンネル放送）が誕生・開始されたことにより、さらにコンテンツが増加した。ただし、通信衛星からの受信を利用したものはホテル業界などの業者向けに限定されていた。
1992年、1989年の放送法の一部改正を受けたCSアナログ放送が一般個人向けの放送が開始された。それに伴いケーブルテレビでもマンションなどの共同体を通したり、直接に個人宅にも配信が可能になった。ただし、当初はインフラが整っておらず、個人宅へのサービス提供は可能であったが、設備投資などの関係で加入費・導入費がまだ高く、共同体への展開がメインとなった。

#### デジタル時代
各種テレビ放送（地上波、BS、CS）のデジタル化に伴い、ケーブルテレビ放送としてもデジタル放送提供サービス（デジタル信号として再配信するサービス）を開始した。
- 1996年10月、武蔵野三鷹ケーブルテレビが日本初のCATVインターネットサービスを開始。
- 1997年、CSデジタル放送が始まり、それまでCSアナログ放送を利用していたサービスが順次デジタル化。それに伴い、それらの配信（ただし、各戸への配信にはアナログ信号に変換）が開始。
- 2000年12月、BSデジタルテレビ放送の誕生と共にそれらの配信（ただし、各戸への配信にはアナログ信号に変換）を開始。
- 2000年代、地上デジタルテレビ放送が始まった地域ごとにその配信を開始。
- 2002年、デジタル化されたケーブルテレビ（※より詳細にはデジタルケーブルテレビの節を参照の事）業者向けにCS衛星を介した専門チャンネルの配信にデジタル変調された信号の提供が開始。
- 2005年、ケーブルテレビ業者向けの専門チャンネルの配信に途中に衛星を介さないデジタル回線ネットワークによる配信サービスを開始。

また、デジタルサービス化に伴いインターネットの接続プロバイダ機能のサービス提供やIP電話なども併せた統合型サービスが可能になった。
2011年の地上波アナログ放送の終了に伴い、対応チューナーの供給不足などによって、デジタル放送に完全移行後テレビの視聴が出来なくなることを防止するため、暫定措置としてアナログ放送停波後もケーブルテレビ側で受信したデジタル放送の信号をアナログテレビ用に変換して各家庭に再送信するデジアナ変換が2015年まで実施されていた。これは実施していたケーブルテレビの設備が導入されている建物であれば契約の有無に関わらず利用可能で、区域外再放送のチャンネルについてはデジアナ変換の対象外となる場合があった。

#### 光化と通信系事業者の参入
- 2003年11月、京阪ケーブルテレビジョン（ケイ・キャット）が関西電力系の通信会社ケイ・オプティコム（後のオプテージ）と手を組み『K-CAT eo T.V.』（後の『eo光テレビ』）を始める[23]。
- 2004年2月、スカパーJSATの子会社オプティキャストが『スカパー！対応光ファイバーTV OPCAS』（後のスカパー!光→スカパー!プレミアムサービス光）を開始する[24]。
- 2004年7月、総務省が情報通信審議会技術分科会に対して「FTTH等によるケーブルテレビネットワークの高度化のための技術的条件」を諮問し、翌2005年3月に答申を得る[25]。
- 2005年6月、アイキャストがオン・デマンド・ティービー社のフレッツ光向けサービス『オンデマンドTV』（後のひかりTV）でスカイパーフェクTV!のうち19チャンネルのIP再送信を始める[26]。
- 2005年12月、「有線テレビジョン放送法施行規則の一部を改正する省令」の施行によりCATV事業者向けのFTTH技術基準が定められる[27][25]。
- 2006年6月、KDDIと東京電力がFTTHによるトリプルプレイサービス『ひかりone』（後のauひかり）を開始する[28]。
- 同2006年6月、アライドテレシスが上野原ブロードバンドコミュニケーションズにFTTHによるトリプルプレイサービスを提供すると発表[27]。
- 2006年10月、地上デジタル放送のIP再送信を許可するための『地上デジタル放送補完再送信審査会』が設立される[29]。
- 2008年5月、アイキャストとオン・デマンド・ティービー社の事業を引き継いだNTTぷららがひかりTVで地上デジタル放送のIP再送信を始める[29]。
- 2008年、NTT東日本が7月に、NTT西日本が12月にスカパー!光施設を用いた『フレッツ・テレビ』を開始する[30][31]。

### 共同受信設備
日本初のケーブルテレビは1955年6月10日に群馬県渋川市伊香保町（当時は北群馬郡伊香保町）で、伊香保温泉観光協会の陳情によって、NHKが難視聴対策実験として設置されたものが初めてだと言われているが、実際にはそれ以前から温泉地などの難視聴地域ではケーブルテレビの原形とも言うべき共同アンテナの設置が始まっており、有線を引いてのラジオの共同聴取も昭和戦前に既に実施されていた。
その後、難視聴解消用の共同受信設備は、山間部或いは都市部におけるマルチパス対策で高層ビルや集合住宅などで発展した。なお、東京都で初めて誕生したケーブルテレビは新宿区歌舞伎町の商店組合が難視聴対策で作った日本ケーブルビジョンである。このようにNHKもNTTも官主導であることを考えると、ケーブルテレビは通信・放送事業の中で民間主導で形成され、後を追って官庁が法整備をした稀に見るインフラ産業でもある。
アナログテレビ放送やFMラジオ放送の有線による同時再送信の場合、最高伝送可能周波数が222MHzであった。1980年代には、他地域のテレビ放送である区域外再放送やCS/BSなどの専門チャンネルの同時送信による多チャンネル化や自主制作放送を行うため、最高伝送可能周波数を350MHz・450MHzに拡大したものも登場した。
2000年代には地デジの登場によって地デジ対応のために共同受信設備の更新が進んでいったが、それから時間が経った2020年代には共同受信設備の老朽化が問題となっていった。そのため、2021年度には『共聴施設ネットワーク強靱化支援事業』が登場し、2022年度の第2次補正予算では共聴施設もケーブルテレビ向けの『「新たな日常」の定着に向けたケーブルテレビ光化による耐災害性強化事業』の対象となるようになった。
一方、2022年より開始された総務省『デジタル時代における放送制度の在り方に関する検討会』の『小規模中継局等のブロードバンド等による代替に関する作業チーム』では小規模中継局や辺地共聴施設の代替としてユニキャストのブロードバンドだけでなくマルチキャストやRF光伝送のケーブルテレビの検討も行われるようになり、2023年5月の『デジタル時代における放送制度の在り方に関する検討会』第17回以降においてもその代替としてケーブルテレビが有力視されるようになっていった。そのため2023年度の『ケーブルテレビネットワーク光化等による耐災害性強化事業』には共聴施設のケーブルテレビへの代替が盛り込まれ、2024年8月には辺地共聴施設の老朽化への対策として『辺地共聴施設のケーブルテレビへの代替に向けたマニュアル』が公開され、2025年3月にはケーブルテレビ等への代替を含む『辺地共聴施設の高度化支援事業』の公募が開始された。

### 双方向ケーブルテレビ
1990年代から、加入者からセンターにデータを送信できる双方向システムのホームターミナルを使用した「都市型ケーブルテレビ」が都市近郊の行政単位で次々と開局した。このシステムで視聴率を調査したり視聴者からリアルタイムでアンケートを集計したりする機能を持ったものやペイ・パー・ビュー（PPV：Pay Per View）と呼ばれる月極めではなく視聴した番組のみの代金を支払う方式、ビデオ・オン・デマンド（VOD：Video On Demand）と呼ばれる加入者の要求によって映像を配信するといった機能など様々な機器がある。
双方向通信機能を生かす形で、プロバイダ事業・回線交換方式電話・IP電話事業を行っている事業者もある。
また、日本初の都市型ケーブルテレビ局は多摩ケーブルネットワークである。

### 再放送
放送法第140条に基づき、業務区域内の全部または一部を放送対象地域とするテレビ地上基幹放送に受信障害が相当数発生すると総務大臣が認めた場合は、CATV事業者に同時再放送が義務付けられる。これは放送法施行規則第160条で義務再放送と規定するものである。この規定に基づき2011年よりCATV事業者の指定が開始された。従前は、有線テレビジョン放送法第13条および有線テレビジョン放送法施行規則第2条に義務再送信として規定されていたが、CATV事業者は指定されていなかった。
これとは別に放送対象地域外のテレビ地上基幹放送を同時再放送する区域外再放送もあり、地上基幹放送事業者とCATV事業者との揉め事の1つとなっている（詳細は区域外再放送を参照）。
また、衛星基幹放送を再放送する際も全てのチャンネルを再放送することが望ましいとされている。
ラジオ放送のうちFM放送（多くはNHK・県域局だが、地域によりコミュニティ放送も）、及びBSデジタル放送（PCM）で配信されている放送大学の音声をFMに変換して放送する局がある。ただ、本来のFM放送の直接受信をするときとは異なる周波数となることが多く、受信する際はFM対応受信機にケーブルテレビの回線を分波・分配する工事（工費についても標準設置工事とは別に費用がかかる）を施工する必要がある。

### デジタルケーブルテレビ
日本では、2000年前後から衛星・地上デジタル放送において普及展開しはじめたデジタルテレビ技術をケーブルテレビの放送にも適用したもの。デジタル化ケーブルテレビ。
衛星・地上デジタルテレビジョン放送の開始や2011年7月の地上アナログテレビ放送の終了などを見据えたケーブルテレビのデジタル化が求められ、2004年頃に大都市圏から開始していった。特に地上デジタル放送の放送エリアの中心である県庁所在地から（地理的に）離れた地域（山村・離島など）にもデジタル放送をサービスできるメリットがあり、三重県のようにCATVを使用することにより県内全域に渡り地上デジタル放送を利用することが可能となった地域もあるが、ケーブルテレビのみではカーナビなどの車載テレビやワンセグを受信できない欠点がある。
一方では地上波のデジタル化に伴い、区域外再放送が一部、困難な状況になってきた（詳細は区域外再放送を参照）。また、将来に向けてデジタル放送でのデータ放送・サーバ蓄積型放送などの新サービスへの対応も求められている。また、スカパー!の開始によるCSの多チャンネル化も、従来のアナログ変換では周波数領域の問題で多くは配信されなかったが、デジタル化によってそれに対応できるチャンネルが増加していった（必ずしも全部のチャンネルが配信されるというわけではない）。
デジタル再送信サービスでの伝送方式には衛星デジタル・地上デジタル放送の再送信の方式も含め幾つかの方式（後述の伝送の方式を参照）があり、実際のデジタルケーブルテレビ局においては各方式を組み合わせて実施されている。特にユーザ宅において1つのデジタルセットトップボックス (STB) で受信できるようにしたものを統合デジタルCATVシステムと呼ぶ。
なお、この統合デジタルCATVシステムの場合はBSやCSの有償提供に加えて地上波のパススルーサービスを提供する必要もある。ほとんどのデジタルSTBは放送ネットワークごと（地上波・BS・CSなど）に固有のチャンネル番号の設定が可能（例えば地上波とBSでチャンネル番号の重複が可能）な機能を備えているが、ダイレクト選局（チャンネル番号を直接押して選局する）がしやすくする便宜のためにサービス対象地域の地上デジタル放送のチャンネル番号割り当てを考慮してなるべく重複したチャンネル番号にならないようなチャンネルプランでサービス提供を行っている。
空中波放送のチャンネル体系とケーブルテレビでのチャンネルプラン例
- 地上波放送：1ch - 12ch⇒機器のチャンネル：011 - 121（下一桁は放送チャンネル内の枝番チャンネル。マルチチャンネル放送を行う場合に使用され、通常は1つのチャンネルにつき最大3つまで。1chの場合なら011, 012, 013などとなる）
- BS放送：1ch - 12ch⇒機器のチャンネル：011 - 121（下一桁は放送チャンネル内の枝番チャンネル。マルチチャンネル放送を行う場合に使用され、通常は1つのチャンネルにつき最大3つまで。1chの場合なら011, 012, 013などとなる）
- CS放送：通常200番台以降で、現状サービスでは地上波やBSのようなマルチ編成は行っていないので、枝番体系は採っていない。

例えば機器側では地上波の011、BSの011などのような異なった放送ネットワーク毎に重複した番号設定も可能であるが、実際のサービス運用では地上波はそのまま、BSは100番台にするなどのように重複を避けることでダイレクト選局の便を考慮したチャンネル体系を採る場合が多い。
また、このデジタル放送化のインフラ設備投資が膨大なため、営業権を譲渡したり、体力の無いケーブルテレビ局はデジタルへ完全移行時に廃業を余儀なくされたりする。既に長野県大町市にあるアルプスケーブルビジョンや岩手県盛岡市のテレビ都南などがそれぞれ廃業を明言し、廃業した。

#### コピー制御について
ケーブルテレビ放送におけるコピー制御は既設放送の配信、再送信ではアナログ放送でもデジタル放送でも同様に元の放送信号に従っている（そのまま加工しないで再送信する）ケーブルテレビ業者が多い。BSデジタル放送や地上デジタル放送、110度CS放送を直接受信した場合と同様に、ほとんどの放送番組についてはコピーワンス制御が掛けられている。空中波放送用とは異なる一部のデジタル配信事業者が独自に配信している有料チャンネルについても同様の処置が行われている。自主制作チャンネルについては市販地上デジタル機器向けのパススルー方式による再送信が2006年から一部のCATV局で行われている。これは、ノンスクランブル・コピーフリーで行うこととなっている。なお、もう少し早く始めたCATV局もあるデジタルセットトップボックス向けの再送信ではコピー制御の状態は各CATV局で様々である。

## 仕組み
放送の再送信の場合は、再送信する放送を放送センターにおいて受信する。放送センターでは、ヘッドエンドと呼ばれる装置で当該放送（自主放送を含む）を業務区域へケーブルを通して送信する。業務区域内のケーブル配線には幹線に光ケーブル、末端に同軸ケーブルを利用したFTTN (HFC) が一般的である（網構成を参照）。光ケーブルと同軸ケーブルとの分岐点にはノード（光ノード）という分配装置が、同軸ケーブルの経路途中にはアンプと呼ばれる増幅装置が用いられる。ユーザ個宅には、電話線と同様に専用の保安器を通して引き込みがなされる（ビルや集合住宅においては、共聴設備に接続する）。宅内では一般的にはセットトップボックスという装置により放送信号を変換して、テレビで視聴する。

## 伝送方式

### パススルー方式
受信した放送の搬送波に含まれている放送信号を加工せずにそのまま再送信する方式。同一周波数パススルー方式と周波数変換パススルー方式がある（地上アナログ放送再送信サービスにおいても基本的には同様の方式が用いられている）。なお、「パススルー」はマスプロ電工株式会社の日本の登録商標であり、ケーブルテレビ等に関するサービス・製品等における名称使用は同社が権利者となっている。
特徴
- 放送波の物理チャンネル毎にそのまま伝送を行うため、伝送帯域が多く必要である（連続した空きチャンネルが必要）。
- デジタルサービスでは対応しているセットトップボックスが一部しかない（対策として同じチャンネルの再送信をトランスモジュレーション方式でも並行して行っているCATV局も多い）。
- 2011年以後に新規開局したBSの一部ではシステム構造上BSパススルーを行っていないチャンネルもある（CSでも放送されている場合はCSでの再送信とするケースも多い）。また、ジュピターテレコム（J:COM）の多くの局のように、BSパススルーを全く行っていない局も存在する。
- 特に、従来の同軸線の老朽化により、光ファイバーに切り替える局において、BSパススルーに対応する局[44]が増加している。スカパー!プレミアムサービス光（光パーフェクTV!やフレッツテレビなども含む）の他、一部のケーブルテレビ局やマンション・団地（公営住宅・公団住宅など）の共同受信システム[45][46]でも、スカパー!で提供しているCS放送番組のパススルーを行う事例もある。

規格等
- JCL-SPEC-006 地上デジタル放送パススルー運用仕様

#### 同一周波数パススルー方式
放送電波を受信しそのまま同じ周波数で再送信する。
特徴
- 加入者は市販のBS・東経110度CS・地上デジタル機器（単体チューナーやテレビ・レコーダーなど）で、直接受信の場合と同じ設定方法でそのまま視聴・録画可能である（セットトップボックスが必要ない）[45]。
- 受信した電波に対し加工を施さずそのまま再送信するため、地上デジタル放送の場合、大概はワンセグ放送も同時に再送信される事となる（ワンセグ未実施局の場合を除く）。市販されているワンセグ受信機の中には同軸ケーブルの接続端子を備える事によってCATVからのワンセグ受信に対応した機種も存在する。
- 従来法律により伝送周波数が770MHzまでに制限されていたため、CATV事業者の設備は770MHzまでの対応となっているところが多い。一方衛星放送はこれより高い周波数帯（BS-IF帯）であり、法改正によりBS-IF帯の送信も可能になったものの設備の更新には多額の費用が必要であるため多くの事業者は衛星放送の同一周波数パススルーには対応していない。[要出典]

#### 周波数変換パススルー方式
中継局（ケーブルテレビ会社の施設）側の周波数変換器で一旦ケーブルテレビ伝送周波数に変換して再送信する。地上波放送（デジタル/アナログ）の場合は、市販の周波数変換パススルー方式に対応した機器で視聴が可能。BS放送（アナログ/デジタル）の場合は、元の周波数に戻す周波数変換器を加入者施設側に設置すると市販のBS機器で視聴可能になる。
伝送路がアナログ放送のVHF帯を前提として設計されており地デジで使われるUHF帯まで対応していないCATVで地デジをパススルー再送信するのに使われる。
エリア内の放送局は基本的に基幹送信所の物理チャンネルにて再送信されるがケーブルテレビ局によってはそれとは異なる物理チャンネル (13-52ch) に変換されて再送信される場合（17ch→26chなど）がある。その場合、市販品のテレビやチューナーでも視聴はできるが、アンテナ受信から変更した場合再度チャンネル設定を行う必要が生じる。
特徴
- 加入者は市販のBS・地上デジタル機器（単体チューナーやテレビ受像機など）で、直接受信の場合と同じ設定方法で視聴可能である。ただし、VHF帯域内 (C13ch - C62ch) 周波数変換パススルー方式の場合は周波数変換パススルー方式に対応した機器でないと視聴できない。
- VHF帯域内 (C13ch - C62ch) 周波数変換パススルー方式の場合はワンセグ機器では基本的に視聴できない。

### トランスモジュレーション方式
受信した放送信号をケーブルテレビ伝送用の変調方式（64QAMまたは256QAM）に再変換して伝送し、加入者がそれをケーブルテレビ会社が提供した専用受信機（セットトップボックス）で受信して視聴する場合に主に用いられる方式である。CSデジタル・BSデジタル・地上デジタル放送（特に区域外放送）の再送信に用いられる。この方式を使用した場合、本来は無料放送である民間キー局系列のBS放送や世帯単位で視聴できるはずのNHKのBS放送も各テレビごとに有料のセットトップボックスなしでは視聴できない、ハイビジョン画質の番組もアナログテレビ並みの画質でしか録画できない場合があるなど、直接受信する場合とは異なる形態が生じて利用者には強い不満が残る状態になっている。ただし無料放送には原則スクランブルは掛かっておらず、この変調方式が受信できる機器を市販すればこの問題は解決される。
特徴
- ケーブルテレビ放送で主に使われるISDB-C 256QAM方式は周波数効率が約6.3bps/Hz[注釈 17]となっているものの、BSデジタル放送では旧来のISDB-S方式で約1.5bps/Hz[注釈 18]、高度化したISDB-S3 16APSK方式でも約2.9bps/Hz[注釈 19]に留まっている。そのためトランスモジュレーション方式では伝送帯域が節約できる。
- 国内規格 ISDB-C は国際規格 DVB-C を基にしており[47]、またトランスモジュレーション方式のアクセス制御には地デジ同様の ARIB STD-B25 が使われている[48]ため、実装が容易となっている。しかしながらトランスモジュレーション方式のデジタル放送の受信可能なセット・トップ・ボックス (STB) やテレビはアナログ放送サービスとは異なり不正ではないのにもかかわらず一般向けには市販されていない（STBはオークションやフリーマーケット、中古ショップに出回っている）。
- ケーブルテレビ局の設備更新が不要なため、BS-IF帯の送信には広く用いられている。ただしほとんどの区域内放送局が開始から2年以内にパススルー方式での再送信も行うように勧告している。

規格等
- JCL-SPEC-001 BSデジタル放送トランスモジュレーション運用仕様
- JCL-SPEC-002 東経110度CSデジタル放送トランスモジュレーション運用仕様
- JCL-SPEC-005 JC-HITSトランスモジュレーション運用仕様
- JCL-SPEC-007 地上デジタル放送トランスモジュレーション運用仕様

#### 複数TS伝送方式
主にBSデジタル放送の再送信を行う場合（後述も参照）に用いられる。BSデジタル放送は放送衛星が、物理チャンネル毎に1つ搭載しているトランスポンダで伝送される複数の放送番組データ（BSデジタル放送では1つの物理チャンネルに複数の放送が割り当てられている）をそれぞれ1つの別な6MHz帯域幅の伝送路で送る。
特徴
- 伝送帯域が節約できる。

#### TS分割方式
主に広帯域CSデジタル放送（東経110度CS）の再送信を行う場合に用いられる。広帯域CSは1つの放送番組データの伝送ビットレートが約39Mbpsであることから1伝送路が最大29.162Mbpsの伝送ビットレートしかもたないCATVではそのまま流せないので、1つの番組データを2つの伝送路に分けて送る方式。
特徴
- 他の方式同様に伝送帯域が節約できるが、1チャンネルにつき伝送路は2つ使用される。

### リマックス方式
放送信号を番組データ単位で受信し、一旦デジタル信号に復調しデータ構成を再編成（分割と再多重化。ReMultiplex＝ReMUX）し、デジタルケーブルテレビ用の変調方式（64QAM）に変換して伝送し加入者がデジタルケーブルテレビセットトップボックスで視聴する方式である。主にCSデジタル放送の再送信に用いられる。
特徴
- 独自のデータ編成内容（衛星・地上デジタルテレビ放送の再送信以外の、ケーブルテレビ独自の形に変換したチャンネル・番組）の提供が可能である。
- 伝送帯域が節約できる。
- チャンネル毎に設備が必要になり、規格JCL-SPEC-003でなおかつ他社と設備を共有しないとコスト高になる。

規格等
- JCL-SPEC-003 デジタル放送リマックス運用仕様（自主放送）
- JCL-SPEC-004 デジタル放送リマックス運用仕様（i-HITS）

## ケーブルテレビの周波数帯域
- 10 - 55MHz（HF - VHF（Low）帯）：上り方向の通信用
- 70 - 108MHz（VHF（Low）帯）：音声告知放送/FMラジオ放送/地上アナログテレビ放送1 - 3ch
- 108 - 170MHz（VHF（Mid）帯）：CATV伝送用C13 - C22ch
- 170 - 222MHz（VHF（Hi）帯）：地上アナログテレビ放送4 - 12ch
- 222 - 470MHz（VHF（Super Hi） - UHF（Low）帯）：CATV伝送用C23 - C63ch
- 470 - 770MHz（UHF（Low - Mid）帯）：13 - 62ch（地上デジタルテレビ放送/地上アナログテレビ放送）
- 1032.23 - 1488.69MHz（BS-IF帯・右旋）：BS1 - BS23chの奇数
- 1595.75 - 2070.25MHz（CS-IF帯・右旋）：ND2 - ND24chの偶数
- 2224.41 - 2680.87MHz（BS-IF帯・左旋）：BS2 - BS24chの偶数

※ ケーブルテレビのデジタル化も地上波放送や衛星放送の場合と同じくアナログ放送での1物理チャンネル（上記を参照）がテレビ受像機での1つのチャンネルに対応しているのとは異なり、1物理チャンネルに複数の放送番組データを割り当てることが可能になっている。1つの物理チャンネルに割り当てられている周波数には一定の幅がある（地上波の場合で6MHz）ので、同じチャンネルの放送ではその帯域内で複数の周波数が使用できる。これはアナログ放送もデジタル放送も同じだがデジタル放送の場合、アナログ放送に比べて隣接した他の周波数の干渉に因る影響を受けにくいのでアナログ放送信号より効率的に多くの周波数が使える。従って、実際にケーブルテレビでの伝送はパススルー方式での地上波の再送信を除けば上記に掲げた1つの伝送用物理チャンネルに複数の放送を多重化して送っている。なお、地上デジタル放送ではアナログ放送と同様に1物理チャンネルには1つの放送局が割り当てられているがBSデジタルでは多重化（詳細はデジタルテレビを参照の事）されている。
BS-IF帯とCS-IF帯は法律上は使用可能であるが、対応している事業者は少ない。

## 網構成

### 同軸ケーブル伝送
同軸ケーブル伝送は、極小規模なケーブルテレビ・集合住宅の共同受信施設で用いられている。
特徴
- 20数段程度が中継増幅の限度のため大規模化が困難である。また、中継増幅器の保守が煩雑である。
- ケーブルテレビの場合、最高伝送可能周波数が450MHz程度までしか取れない。

### 光同軸ハイブリッド伝送
光同軸ハイブリッド伝送（HFC：Hybrid Fiber Coaxial）は幹線部分を光ケーブル、柔軟性の要求される加入者付近を同軸ケーブルで伝送するものである。
特徴
- 同軸ケーブルのみに比べて大規模化が可能である。また、中継増幅器の数の減少も可能である。
- 最高伝送可能周波数が770MHzまであるほか、BS-IF帯まで利用可能なものすら存在する。後者の場合、BSデジタルの同一周波数パススルー方式による再送信が部分的に可能となる。
- 帯域を少数の加入者のみで分割するため、通信の高速化が可能である。
- 同軸ケーブルのみに比べて流合雑音が低減できるため、上り方向の通信速度の高速化が可能である。
- 古い規格にはレイテンシの問題が存在するものの、新しい規格（Low Latency DOCSIS）では解決されている[49]。
- 通信の最大速度を上げるためにはデジタル変調の更なる多値化が必要となるため、伝送路の搬送波対雑音比（C/N比）を上げる必要がある[50]。
- 全二重通信（複信）のためには光区間の拡大（Fiber Deep）による増幅器の除去が必要となる[51]。

（→FTTxも参照のこと）

### Fiber To The Home
FTTH（Fiber To The Home）は、各加入者まで光ケーブルで伝送し、加入者宅内のV-ONUで同軸ケーブルに変換して伝送するものである。 2010年代には管理・保守などの総合コストでHFCより有利になるものと見積もられているが、ケーブルに柔軟性がないなどの欠点を抱えている。
近年は上記2方式の老朽化や、テレビの4K・8K高画質放送やインターネットの高速通信化の推進、また災害時など緊急有事などへの対応のため、FTTHへの移行が進んでいるとされている。
特徴
- 大規模化が可能である。
- 中継増幅器が無いため電源装置の分散配置が不要となり保守が簡略化できる。
- 流合雑音が発生せずサービスの品質が上がり、上り方向の通信速度も高速となる。
- 広帯域であるためテレビの更なる高画質化や多チャンネル化が可能であり、通信系事業者のテレビサービスに対抗できる。BSデジタル（4K・8K放送含む）の同一周波数パススルー方式による再送信も既に行われている[注釈 22]。
- 光ファイバーは同軸ケーブルと異なり帯域を増やすのにアクセス回線のケーブルの交換が不要となる。そのため1Gbpsが限度だったインターネットサービスを中間機器の更新だけで10Gbps以上に上げることができ、カタログスペック上超高速な5Gモバイル通信にも対抗することができている。

また、通信系事業者の光ケーブルを利用して（波長分割多重により）伝送する事業者の新規参入が増えている。光放送（光CATV）の項目も参照。

## MSO
MSO（Multiple System Operator）とはCATVを統括し、運営する会社を指す。日本に於いては、次の4社（解釈によって8社）が存在する。MSOはCATV各社に出資し、支配する形態が殆どである。2007年以降、複数のケーブルテレビ局の経営統合を目的に設立された持株会社が登場しており、こうした持株会社をMSOとみなす場合もある。これら4社（8社）で、日本全域を網羅しているというのではない。JCOM以外は東海地方が本社。
- JCOM（J:COM 旧・ジュピターテレコム）
  - ※ 旧・タイタス・コミュニケーションズ - 2000年9月1日に完全子会社化。後のジェイコムイースト[注釈 24]。
  - ※ 旧・ケーブルウエスト - 2006年9月に子会社化。後のジェイコムウエスト。
  - ※ 旧・メディアッティ・コミュニケーションズ - 2009年4月に吸収合併。
  - ※ 旧・ジャパンケーブルネット（JCN） - 2014年4月1日に吸収合併[53]。
- TOKAIケーブルネットワーク（TCN） - 静岡県東部・中部の各一部
- CCJ（コミュニティ・ケーブル・ジャパン）〈持株会社〉 - 三重県、新潟県の各一部
- コミュニティネットワークセンター（CNCi）〈持株会社〉 - 愛知県、岐阜県の各一部

## ケーブルテレビ局支援事業・デジタル配信事業
デジタル化への対応などによる設備投資などの負担の軽減化などを目的として設立されたデジタル配信事業を主としたケーブルテレビ局支援を事業とする会社が存在する。MSOとは逆に、CATV各社が共同出資している形態が多い。主なものは次の通り。
- 日本デジタル配信 (JDS)
- ジャパンケーブルキャスト (JC-HITS)
- 東京デジタルネットワーク (TDN)
- コミュニティネットワークセンター (CNCI)
- 大分県デジタルネットワークセンター
- 佐賀デジタルネットワーク
- 富山県ケーブルテレビ協議会

※ジュピターテレコム（J:COM。統合されたジャパンケーブルネット(JCN)含む）もかつてはこの事業を行っていた。

## 海外のケーブルテレビ

### 米国におけるケーブルテレビ
国土が広く日本に比べて人口密度が低い米国では、地上波の直接受信だけでテレビジョン放送を国内にあまねく届けるのは困難で、例えば日本の関東エリアのように一本の電波塔からの送信で国家人口の2割近くをサービスエリアとするなどは望むべくもない。また地域ごとの独自性が強く、過度の行政の規制や干渉も少ないため、自前で大規模な送信設備をもてない小規模ローカル局や特定の言語（スペイン語、中国語、タガログ語、日本語など、外国語放送）だけで番組を構成する放送局や、映画、食材・料理、住宅、歴史、科学番組などに特化（専門チャンネル）した全国規模の「放送局」も多数存在し、これらの放送を視聴者に届けるための最終伝播手段として、比較的人口の密集した地域でのケーブルテレビの役割は非常に大きい。大都市はもとより、郊外でも共聴アンテナがなくケーブルのみのアパートは多く、また中流以上の住宅地で地上波用屋上アンテナをほとんど見ない地域も多い（代わって最近多く見かけるのは衛星放送受信用のパラボラ（ディッシュ）アンテナ）。
2006年の調査によれば、米国の全世帯の58%がケーブルテレビを視聴している。この加入率は、貧困層の多い都市部よりも富裕層の多い郊外で高いが、過疎地域ではケーブルの敷設が少ないので低くなる。
米国のケーブルテレビは、コムキャスト、チャーター、コックスなどのMSO (Multiple System Operator) と呼ばれるケーブルネットワークに寡占的に支配されている。零細なローカルケーブルテレビサービスも存在するが、多くは次第にMSOに買収されネットワークに組み込まれている。MSOは自社チャンネルや自社番組を持つことはなく、「キャリア」として事業に特化しているのが通常であるが例外もある。
ケーブルテレビ会社により異なるが、視聴者は「ベーシック」「エクストラ」「プレミエ」「アルティメット」などの予め見られるチャンネルがパッケージ化されたプランを契約するのが一般的で、TVジャパンのようなチャンネル単位の追加は例外的である。ベーシックプラン（月$30〜）でもほとんどのローカル局を含めて50チャンネル程度が受信でき、無料の地上波の直接受信（大都市近郊で10 - 20局）より格段に多い。一番高額なプラン（月$200程度）では、NFLなどのスポーツ専門チャンネルやコマーシャル無しの映画チャンネルなど300チャンネル前後が受信できる。2011年現在、映画や大手ネットワーク、専門チャンネルなどはほとんどHD化されたが、財政的に脆弱な独立系の零細ローカル局は未だにSDのみであり、HD放送は多くない。特に非英語放送チャンネルはローカルニュースやコミュニティ情報番組以外の自社製作は少なく、海外製作の古い番組を買っているケースも多く、家庭用VCR以下の画像品質の放送も多い。
MSOはテレビジョン放送のラストワンマイルを制しており、その影響力は強大である。ABC、NBC、CBS、FOX、CNNのような全国ネットワークでさえ、ケーブルテレビがなければ多くの視聴者に番組を届けることができない。そのため、例えば全てのプランにローカルチャンネルを含めることを義務付けるなどの規制もある。MSOの影響力は視聴のための機器にも及ぶ。テレビジョン受像機は量販店などで購入した市販の機器が使えるが、そのままで視聴できるのは暗号化されていない「ベーシックプラン」のチャンネルに限られ、プレミアムチャンネルを視聴するためには「ケーブルカード」と呼ばれる認証と復号のためのPCカードをケーブルテレビ会社から借りて受像機に差し込まなければならない（CA=Conditional Access）。1980年代ごろまでのアナログ放送の時代は、ダイアル式の選局機構をもつセットトップボックスをケーブルテレビ会社から借りて受像機のアンテナ端子にフィードし、プレミアムチャンネルの視聴制限はマクロビジョン方式のようなアナログ技術で行っていた（自作や「信号安定化アダプター」と称する簡単な機器でスクランブルを回避する者も多かった）。
録画は、アナログ時代は視聴者が調達したVCRで行うのが一般的であったが、ディジタル時代になり、ケーブルテレビ会社が月$10程度の追加料金で貸し出すDVR（モトローラやサイエンティフィック・アトランタなどの専業メーカが設計・製造）を使うことが一般的になった。米国では視聴者が録画したコンテンツをリムーバブルメディアに記録して個人ライブラリを作るという文化が希薄なのと、コンテンツ権利保護のため、ケーブルテレビ会社の提供する録画装置にはDVDやBDなどの書き込み装置はついていない。ユーザが自分で用意したHDDをDVRに接続して録画時間を増やすことも可能であるが、録画されたファイルは個々のDVRのハードウェア内部の基板上に設置された個別の暗号鍵で暗号化されているので、録画したHDDを同一DVRモデルを含む他の機器に接続しても再生はできない（録画機が故障すると本体交換になるが、増設HDDは手元に残ってもその内容を再生することはできず全て無効になってしまう）。MSOによる過度の受信機器の支配を防ぐために、ケーブルテレビ会社が提供するものでなくてもケーブルカードと互換のDVRなどの機器で受信・録画できるようにすることを妨げてはならないことになっているが、月$10程度の料金で借りられるケーブルテレビ会社提供のDVRに対して、最初に数百ドルの投資が必要な「買い切り」DVRの販売は難しく、ティーボなどごく少数の専業メーカーしか市場に存在していない。大手家電メーカーがこぞってテレビ録画器を家電量販店で売る日本とは全く違った市場構造である。ティーボはMSO向けの貸し出し専用機も製造しているが、貸し出し専用機はYouTubeなどのインターネットコンテンツを見る機能が削除されている。
ケーブルテレビは、普及率では電話網に及ばないものの1GHz近いバンド幅の有線通信網を各家庭や事業所まで所有しており、インターネットを含む通信ビジネスで非常に有利な立場にある。ケーブルモデムを使ったインターネット接続サービス（200Mbps程度まで提供）はもとより、近年はIP電話技術を使った電話サービスの普及に力を入れており、さらには無線電話網の分野にも参入している。例えば最大手のコムキャストは2005年にIP電話サービスの提供を開始した。元来電気通信事業者すなわち電話屋であったAT&Tが光ファイバ経由のIP放送を使ったテレビ、インターネット、電話の複合サービス 「U-verse」 を2006年に立ち上げてこれの普及に傾注しているのと対照的である。

### 台湾におけるケーブルテレビ
台湾においては、地上波3局（通称「老三台」）がいずれも政府系ないし旧支配政党系メディアということがあり（華視は国防部、中視は中国国民党、台視は台湾省政府が出資）、それらに属さない第4のテレビという意味で「第四台」と呼ばれた。当初は法規制がなく、1993年7月に「有線電視法」を制定し、ケーブルテレビ事業者に営業免許を交付する形となった。

### 韓国におけるケーブルテレビ
韓国では、国内の高速ブロードバンド環境の普及に、ケーブルテレビとセットで導入されるインターネットが一役買っており、地上波TV放送が公共放送のKBS韓国放送公社とEBS韓国教育放送公社、MBC文化放送、国内民間放送のSBS（系列局含む）、富川市にある独立局のOBS京仁テレビしかないことも相俟って、地上波以外の番組を見るためのケーブルテレビの普及率が高い。かつて独立系が多数であった地域SOは、LGグループ系列の「LG HelloVision」、KTスカイライフ系列の「HCN」等のMSOに集約されつつある。また、全ての地上波事業者がサブチャンネルとしてケーブルテレビ専門チャンネルを運営する子会社を持ち、地上波向けテレビ番組の再放送を地上波局と並行して実施している。ケーブルテレビ向けコンテンツ制作会社であるCJ ENM、テウォン（大元）放送、テキョ（大教）放送や、2010年に1980年から実施されている言論統廃合の規制緩和によって登場した新聞社直系の総合編成チャンネル（JTBC、朝鮮放送、Channel A、MBN）の放送文化への寄与度も高まりつつある。一般的に、ケーブルテレビ専門チャンネルが閉局する事例もあるが、大抵の場合、翌日から同じ会社が同じチャンネル番号で別のチャンネルを開局している。さらには、『Channel J』（大元放送）のように、日本のテレビ番組の独占放送権を得ている専門チャンネルもある。